# Leon Bibel
Leon Bibel, född 1913, död 1995, var en amerikansk målare inom socialrealismen och verksam under den stora depressionen. Hans verk skildrar samtida politiska teman som de sociala villkoren för arbetstagare och protester mot krig men omfattar även målningar över landskap och stadslandskap. Senare skapade han verk i trä med judiska teman.
Bibel föddes i Polen och växte upp i shtetln Szczebrzeszyn och immigrerade senare till USA med sin familj. Bibels verk kan beskådas på Metropolitan Museum of Art, Museum of Fine Arts, Boston, B'nai B'riths Klutznick museum och museerna vid Rutgers University och Princeton University.